# Thập tự chinh Livonia
Cuộc thập tự chinh Livonia đề cập đến các chiến dịch thanh lọc sắc tộc, thực dân hóa và Kitô giáo hóa khác nhau trong khu vực mà hiện nay là Litva, Latvia và Estonia trong các cuộc Thập tự chinh phương Bắc bị Papal trừng phạt. Nó được thực hiện chủ yếu bởi người Đức từ Đế quốc La Mã Thần thánh và người Đan Mạch. Nó đã kết thúc với việc tạo ra Terra Mariana (Thánh Mẫu địa khu) và Dansk Estland (Estonia Đan Mạch). Các vùng đất trên bờ biển phía đông của Biển Baltic là những góc cuối cùng của Châu Âu được Kitô giáo hóa.
Ngày 2 tháng 2 năm 1207  tại các vùng lãnh thổ bị chinh phục, một quốc gia giáo hội có tên là Terra Mariana được thành lập như một công quốc của Đế quốc La Mã thần thánh  và được Giáo hoàng Innôcentê III tuyên bố vào năm 1215 như một chủ thể của Tòa thánh . Sau thành công của cuộc thập tự chinh, lãnh thổ chiếm đóng của Đức và Đan Mạch được chia thành sáu vương công phong kiến của William xứ Modena